# Henryk VI Luksemburski
Henryk VI (ur. 1240 r., zm. 5 czerwca 1288 r.) – hrabia Luksemburga od 1281 r.

## Życiorys
Henryk VI był najstarszym synem Henryka V Blondela i Małgorzaty z Baru. Sprawował władzę w Luksemburgu już wtedy, gdy jego ojciec towarzyszył królowi Francji Ludwikowi IX Świętemu w VII wyprawie krzyżowej.

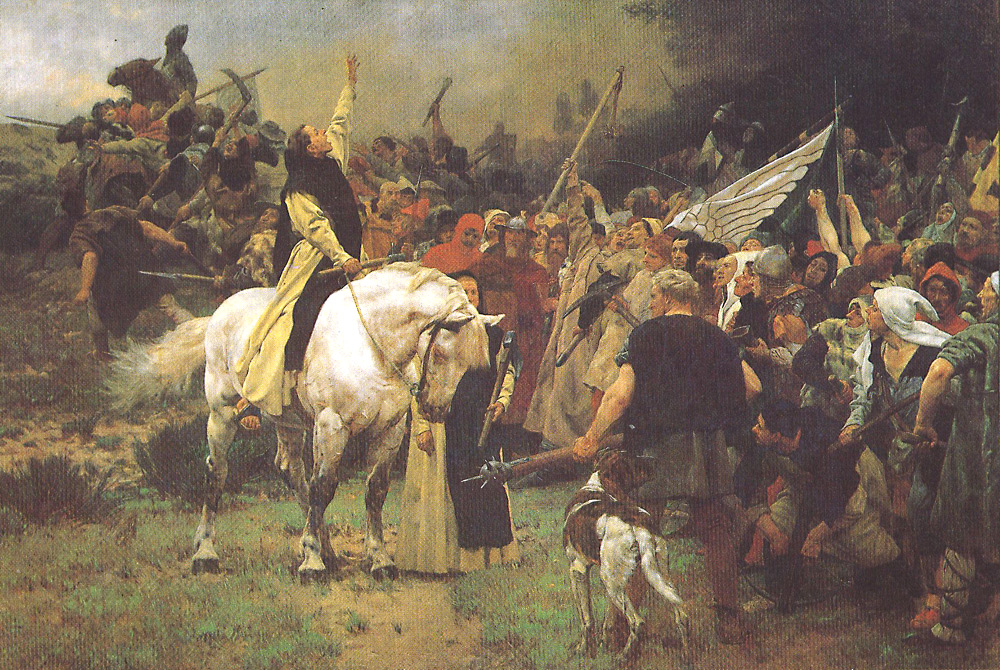
Bitwa pod Worringen

Tron hrabiowski objął po śmierci ojca w 1281 r. Wkrótce potem zaangażował się w liczne spory z sąsiadami. Konflikt z arcybiskupem Trewiru spowodował obłożenie Henryka klątwą. Zaangażowanie w wojnę o sukcesję limburską (która wybuchła w 1283 r. po śmierci ostatniej z książąt Limburga Ermengardy) doprowadziło do katastrofy. Henryk VI (który sam wywodził się w linii męskiej od księcia Limburga Walrama III) zginął w bitwie pod Wörringen. Oprócz niego zginęli także wszyscy jego bracia: Baldwin, Walram i przyrodni brat Henryk.

## Rodzina
Henryk poślubił w latach 1260-1261 Beatrycze d'Avesnes (zm. 1 marca 1321), córkę Baldwina z Avesnes. Z tego związku pochodziło pięcioro dzieci:
- Henryk VII Luksemburski (ur. 1278/79; zm. 1313) - cesarz
- Baldwin Luksemburski (ur. 1285, zm. 1354) - arcybiskup Trewiru
- Małgorzata (zm. 14 lutego 1337) – opatka klasztoru Marienthal
- Felicitas (zm. 6 października 1336) - poślubiła 1298 Jana von Löwen
- Walram (ur. ok. 1280; zm. 21 lipca 1311 podczas oblężenia Brescii)